# Route H02 (Ukraine)
La N02 (en ukrainien : H02) est une route nationale reliant Lviv à Ternopil en Ukraine.

## Description
La route part de Radyvyliv en direction de l'est et s'étend jusqu'à Sofiivka en reliant la route européenne 40 via le périphérique autour de Lviv (Route M06) à la route européenne 50.

## Tracé
| Km   | Agglomérations | Carte interactive |
| ---- | -------------- | ----------------- |
| 0 km | Radyvyliv      |                   |
|      | Kremenets      |                   |
|      | Bila Tserkva   |                   |
|      | Rzhyshchiv     |                   |
|      | Kaniv          |                   |
|      | Sofiivka       |                   |

## Galerie

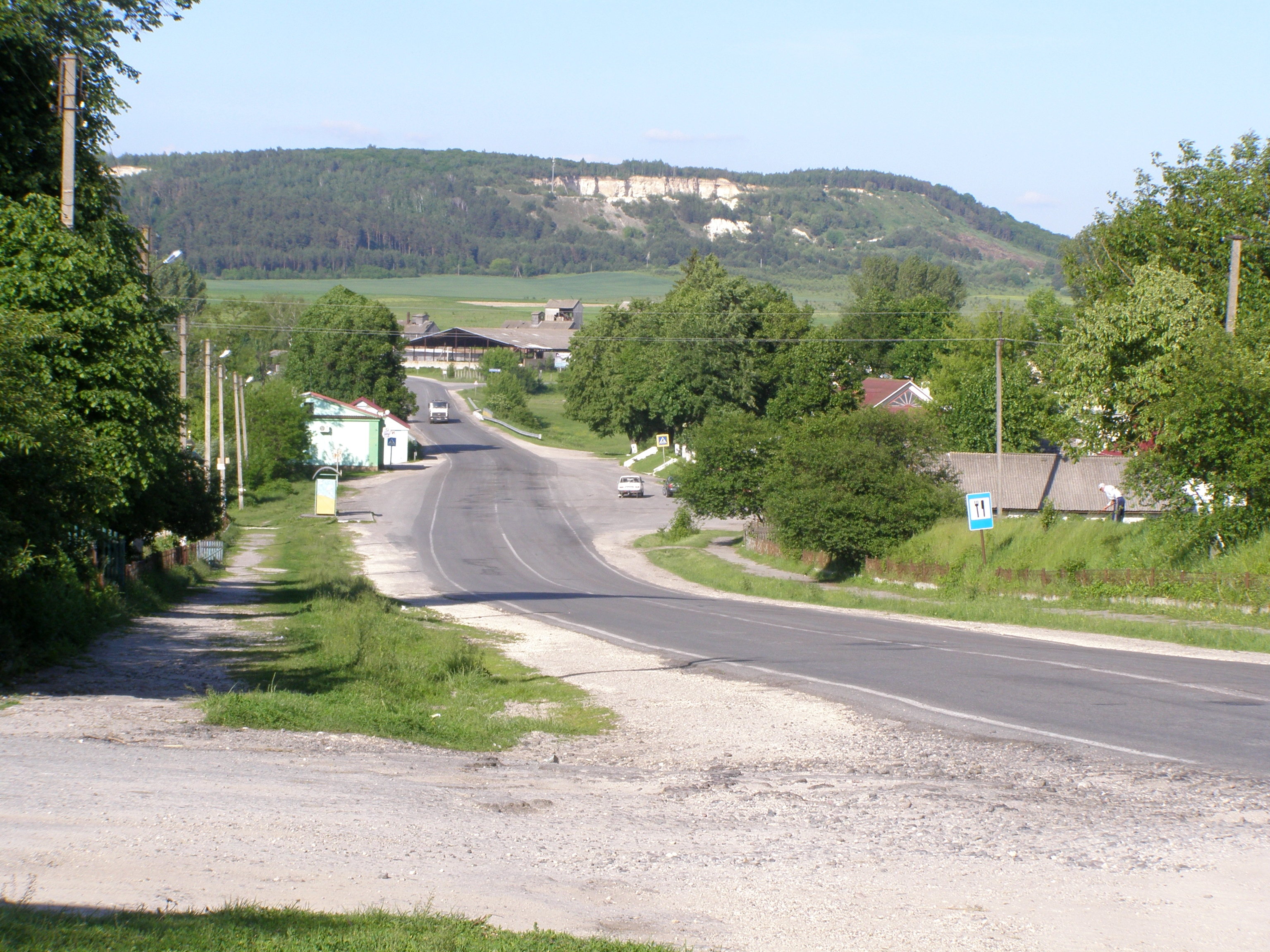
La H02 et les montagnes de Kremenets.